# Philippinische Badmintonmeisterschaft 1968
Die Philippinische Badmintonmeisterschaft 1968 fand in Manila statt. Es war die 20. Austragung der nationalen Titelkämpfe der Philippinen im Badminton.

## Titelträger
| Disziplin    | Sieger               |
| ------------ | -------------------- |
| Herreneinzel | Daniel So            |
| Dameneinzel  | Mary Tan             |
| Herrendoppel | Conrado Co Daniel So |
| Damendoppel  | Lily Tan Mary Tan    |
| Mixed        | nicht ausgetragen    |